# 노무라 마스미
노무라 마스미(일본어: 野村 麻純, 1990년 10월 10일 ~ )는 일본의 배우이다.
카고시마 현 출신. FLaMme 소속.

## 출연

### 텔레비전 드라마
- 하나와가의 네자매 (2011년 7월 10일 ~ 9월 18일, TBS) - 미네기시 아키 역
- 11명이나 있어! (2011년 10월 21일 ~ 12월 16일, TV 아사히) - 스즈키 소아라 역
- 집에서 죽는다는 것 (2012년 2월 25일, NHK 나고야) - 카와카미 사치에 역
- 리치 맨, 푸어 우먼 (2012년 7월 9일 ~ 9월 17일, 후지 TV) - 오노 하루카 역
- TOKYO 에어포트~도쿄 공항 관제 보안부~ (2012년 10월 14일 ~ 12월 23일, 후지 TV) - 루카와 유키 역
- 치프 플라이트 (2013년 3월 1일, 닛폰 TV) - 야마모토 치즈루 역
  - 또 하나의 치프 플라이트 (2013년 2월 26일 ~ 28일)
- 날씨 언니 (2013년 4월 12일 ~ 6월 7일, TV 아사히) - 츠치야 미도리 역
- 먹을거리 이야기 그녀의 메뉴첩 제7 ~ 8화 (2013년 4월 28일 ~ 5월 5일, NHK BS 프리미엄) - 마스부치 요리코
- 한밤중의 베이커리 제5 ~ 6·최종화 (2013년 5월 26일 ~ 6월 2일·16일, NHK BS 프리미엄) - 유이 아야노/유이 요시노 역
- 꽃사슬 (2013년 9월 17일, 후지 TV) - 쿠라타 하루카 역
- 껴안고 싶어! Forever (2013년 10월 1일, 후지 TV) - 츠야마 히토미 역
- 49 (2013년 10월 5일 ~ 12월, 닛폰 TV) - 카가미 유코 역
- 오후코상 (2014년 1월 7일 ~ 2월 25일, NHK BS 프리미엄) - 치쿠라 사키코 역
- 위자료 변호사~당신의 눈물, 돈으로 바꿉시다~ 제1·11화 ~ 최종화 (2014년 1월 9일·3월 20일 ~ 27일, 요미우리 TV) - 아이카와 시오리 역
- 플라토닉 (2014년 5월 25일 ~ 7월 13일, NHK BS 프리미엄) - 츠즈키 미와 역
- 익명탐정 2 제6화 (2014년 8월 15일, TV 아사히) - 안도 마미 역
- 어젯밤의 카레, 내일의 빵 제2화 (2014년 10월 12일, NHK BS 프리미엄) - 쿠로코치 준코 역
- 기묘한 이야기 '14 가을 특별편 〈달리는 목적〉 (2014년 10월 18일, 후지 TV) - 호스테스 역
- 오빠, 가챠 (2015년 1월 10일 ~ 3월 28일, 닛폰 TV) - 시즈쿠이시 리코 역
- 쿠로하~기수의 여성 수사관 (2015년 2월 22일, TV 아사히) - 하라 세이코 역
- 결혼에 가장 가깝고 먼 여자 (2015년 3월 6일, 닛폰 TV)
- 어느 날, 오리 버스 (2015년 7월 5일 ~ 8월 23일, NHK BS 프리미엄)
- 나를 찾아줘 (2015년 11월 24일 ~ 12월 15일, NHK) - 세키 미치요 역
- 아빠 언니 (2016년 5월 27일 ~ , NHK) - 모로하시 미치코 역
- 닥터카 제8화 (2016년 6월 2일, 요미우리 TV) - 유키 마리에 역

### 라디오 드라마
- RED 혹은 천문관의 화성인 (2012년 2월 11일, NHK 카고시마)

### WEB
- 시키시마★커피 바리스타는 또 봤다!? (2012년 11월 20일, YouTube) - 루카와 유키 역

### 영화
- 영업 100만 회 (2012년, TV 도쿄/요시모토 흥업)
- 페탈 댄스 (2013년, 비터즈 엔드)
- 바다 마을 diary (2015년, 토호/가가)

### 무대
- 문제없는 우리 (2013년 8월 21일 ~ 25일, 테아트르 BONBON) - 주연·사사오카 미오 역

### PV
- GReeeeN 〈사랑스러운 너에게〉 (2013년 8월 21일) - 이토이시 키미에(젊은 시절)/아이카와 미도리 역

### CM
- TOSHIBA FlashAir (2014년 3월 ~ )